# Klášter I
Klášter I je osada, součást města Nová Bystřice v okrese Jindřichův Hradec. Nachází se v katastrálním území Klášter a je jednou ze tří osad, které tvoří část obce Klášter. Osada se nachází na západním břehu Klášterského rybníka a jejím severním okrajem prochází silnice II/152. Přibližně 1,5 km východním směrem se nachází osada Klášter II.
Osada, původně zvaná pouze Klášter (německy Kloster), vznikla kolem kláštera paulánů, založeného na přelomu 15. a 16. století a obnoveného v 17. století. Konvent byl zrušen koncem 18. století za josefinských reforem, zbořen byl v 50. letech 20. století. Zůstal stát pouze barokní kostel Nejsvětější Trojice, jenž je dosud nejvýraznější stavbou osady Klášter I.
Klášter I byl od poloviny 19. století součástí obce Konrac (nyní Klášter II), po druhé světové válce se Klášter stal samostatnou obcí. V letech 1971–1975 byl součástí Albeře a od roku 1976 je součástí Nové Bystřice.